# Polistes eboshinus
Polistes eboshinus är en getingart som beskrevs av Jinhaku Sonan 1943. Polistes eboshinus ingår i släktet pappersgetingar, och familjen getingar. Inga underarter finns listade i Catalogue of Life.